# Proch nitrocelulozowy
Proch nitrocelulozowy – proch szary (także "biały"), podstawowy materiał wybuchowy stosowany obecnie w broni strzeleckiej i artyleryjskiej jako materiał miotający pociski.
Wynaleziony w XIX wieku, zasadniczo przyjmuje się, że we Francji przez chemika  Paula Vieille w roku 1886, jednak wiadomo o równoległych pracach prowadzonych w cesarskich Niemczech. Zastąpił proch czarny, znacznie lepiej spełniając funkcję materiału, którego spalanie pozwala uzyskać gazy rozpędzające pociski w broni lufowej.
Produkuje się go przez zmieszanie dwóch postaci nitrocelulozy  – kolodium oraz bawełny strzelniczej w eterze i alkoholu i – po odparowaniu – rozdrobnieniu pozostałości na drobne skrawki. Proch nitrocelulozowy jest głównym składnikiem używanych obecnie mieszanek materiałów  wybuchowych, określanych wspólnie mianem prochów bezdymnych.
Podstawowe zalety prochu szarego w porównaniu z prochem czarnym:
- duża ilość spalin (gazów prochowych) w stosunku do masy prochu, około 3 razy więcej niż z prochu czarnego;
- mała ilość osadów, co zmniejsza problem zanieczyszczeń przewodu lufy broni;
- stosunkowo powolne spalanie, co zmniejsza ciśnienie w lufie;
- dość trudny zapłon, co podnosi bezpieczeństwo produkcji i wykorzystania tego materiału.

Proch nitrocelulozowy (wbrew powszechnej opinii) nie detonuje, bowiem niezamknięty w obudowie rozprasza się szybciej, niż zapala, a zatem nie dochodzi do kumulacji spalin prochowych. Aby uzyskać efekt wybuchu trzeba zamknąć proch w obudowie. Wtedy, dzięki tym samym własnościom, powstaje w prochu regularna fala wybuchu, która pozwala na precyzyjne kontrolowanie całego zjawiska.